# Északi fény hadművelet (1942)
Az Északi fény hadművelet (németül: Unternehmen Nordlicht) a náci Németország főparancsnoksága, az Oberkommando des Heeres által kidolgozott katonai támadási terv volt a második világháború idején, amelynek célja Leningrád elfoglalása volt, véget vetve az akkor már egy éve húzódó ostromnak. A végső támadásra Adolf Hitler adott parancsot, és eredetileg 1942 augusztus végére, szeptember elejére tervezték. A hadművelet végrehajtására kijelölt erőket azonban 1942. augusztus 27-től a Vörös Hadsereg offenzívájának elhárítására kellett bevetni a Ladoga-tó déli térségében, így a hadművelet végül nem valósult meg.

## Tervezés és előkészületek
Miután a német csapatok Leningrádot blokád alá vették, és a Vörös Hadsereg offenzíváját visszaverték a Volhov menti csatában 1942 tavaszán és nyarán, a frontvonal Leningrád körül megszilárdult, és a város tartós ostrom alá került. A támadást az ostrom fő ereje, a Georg von Küchler vezértábornagy vezette német Észak Hadseregcsoport intézte volna a város ellen.
A Wehrmacht Észak Hadseregcsoport parancsnoksága kezdetben négy különböző hadműveletre dolgozott ki terveket:
- Nordlicht-hadművelet: Leningrád elfoglalása
- Schlingpflanze-hadművelet: a demjanszki kiszögellés kiszélesítése
- Moorbrand-hadművelet: a pogosztyei katlan felszámolása
- Bettelstab-hadművelet: az oranyenbaumi hídfő elfoglalása

Mivel a hadműveletek egyidejű végrehajtásához nem állt rendelkezésre elegendő erőforrás, a német katonai vezetés a Nordlicht-hadműveletre összpontosította figyelmét. A haditervet 1942. július 23-án adták ki a Führer 45. számú utasításában, és a kezdeti tervezés során a Tűzvarázs (Feuerzauber) fedőnevet is használták, különösen a tüzérségi előkészítésre utalva. A támadás megindítását eredetileg 1942. augusztus 23-ra tervezték, Leningrád erős ágyúzásával, amit a Luftwaffe légibombázásai követtek volna.
A terv szerint három hadtest törte volna át a szovjet védelmi vonalakat Leningrád déli peremén, erős tüzérségi és légi támogatással. A támadáshoz a legnehezebb német ostromtüzérséget, köztük vasúti ágyúkat is a Leningrád környéki frontszakaszra szállítottak. Az előrenyomulás elsődleges célja a város déli beépített területének elérése volt. Ezt követően két hadtest keleti irányba fordult volna, átkelve a Nyeván, hogy a Ladoga-tó és Leningrád között védekező szovjet erőket bekerítse és megsemmisítse. A várost így keletről is elszigetelték volna, elvágva minden utánpótlási vonalat, különösen a Ladoga-tavon keresztül vezető „Élet Útját”. A terv a költséges utcai harcok elkerülésére és a város gyors megadásának kikényszerítésére irányult, hasonlóan Varsó 1939-es bevételéhez. Ezzel párhuzamosan egy partraszállási műveletet is terveztek (Bettelstab-hadművelet) az Oranyenbaumnál tartott szovjet hídfőállás felszámolására.
A támadás irányítására a 11. német hadsereg főparancsnoksága (AOK 11), Erich von Manstein vezértábornagy vezetésével érkezett a térségbe, és jelentős erőket vontak össze a hadművelethez. Szevasztopol elfoglalása után a legnehezebb ostromtüzérséget is Leningrádhoz szállították, többek között a Dora vasúti löveget (bár végül nem vetették be), valamint a 42 cm-es Gamma és a 60 cm-es Karl önjáró mozsarakat.
A siker több százezer német katona áthelyezését tette volna lehetővé más hadszínterekre. A németek pont ekkor készültek a sztálingrádi csatára is. A két város elfoglalása nagy csapást mért volna a Szovjetunióra.

## A hadművelet lefújása
A német tervektől függetlenül azonban a szovjetek is előkészítettek egy támadást. 1942. augusztus 27-én a Vörös Hadsereg nagyszabású offenzívát indított (lásd: szinyavinói offenzíva) Mga térségében, Leningrádtól délkeletre, azzal a céllal, hogy áttörje a blokádot. Ennek következtében a Nordlicht hadműveletre összpontosított német erőket át kellett csoportosítani a szovjet támadás megállítására. A súlyos veszteségekkel járó, hetekig tartó harcokat (első Ladoga-tavi csata) követően az ott harcoló, eredetileg a Nordlicht hadműveletre szánt német erők már nem rendelkeztek elegendő támadó képességgel ahhoz, hogy Leningrád ellen offenzívát indítsanak. Bár a szinyavinói offenzíva végül kudarcba fulladt, és a szovjeteknek nem sikerült megtörniük az ostromot, azt elérte, hogy a németek elhalasszák, majd végleg elvessék saját tervezett hadműveletüket. Ezután soha többé nem tudtak újabb támadást intézni Leningrád ellen, pedig a pusztító ostrom még 1944 januárjáig folytatódott.

## Fordítás
Ez a szócikk részben vagy egészben a Unternehmen Nordlicht (1942) című angol Wikipédia-szócikk ezen változatának fordításán alapul.  Az eredeti cikk szerkesztőit annak laptörténete sorolja fel. Ez a jelzés csupán a megfogalmazás eredetét és a szerzői jogokat jelzi, nem szolgál a cikkben szereplő információk forrásmegjelöléseként.